# 西布曲明
西布曲明（INN：sibutramine），化學名(±)N-(1-(1-(4-氯苯基)环丁基)-3-甲基丁基)-N,N-二甲胺，化學式C17H26ClN，是一種作用於中樞神經系統的食慾抑制劑，其化學結構與安非他命有點關連，但作用機理不同。它在醫學上可作為一種口服的減肥藥，通常使用盐酸西布曲明（C17H26ClN·HCl·H2O）生產藥品。变种有氯代西布曲明及氯代西戊曲明
該藥由美國雅培製藥研發，商品名Reductil（諾美婷）、Meridia。由於它有嚴重副作用（心血管事件），中美英等國已經禁止銷售。

## 藥理學

### 药效学
西布曲明是一种5-羟色胺和去甲肾上腺素再摄取抑制剂（SNRI），它在人体中可减少去甲肾上腺素、5-羟色胺和多巴胺的再摄取，进而从而增加突触间隙中这些物质的水平，从而有助于增强饱腹感。尤其是对于5-羟色胺能系统作用，该系统被认为会影响食欲。先前常用的食欲抑制药物，如苯丙胺与芬特明，其机制为迫使这些神经递质释放，而非抑制它们的再摄取。
西布曲明的作用机制类似于三环类抗抑郁药，在抑郁症动物模型中已证实其具有抗抑郁作用。
据报道，西布曲明为两种活性代谢产物去甲基西布曲明(M1;BTS-54354) 和双去甲基西布曲明(M2; BTS-54505)的前药，而这两种活性代谢产物具有更强的单胺再摄取抑制剂效力。进一步研究表明，各代谢物的(R)-对映体的食欲抑制效力明显其强于(S)-对映体。
与芬特明等其他5-羟色胺能食欲抑制剂不同，西布曲明及其代谢物对5-HT2B受体的亲和力很低。
| 化合物               | 血清素转运蛋白 | 去甲肾上腺素转运蛋白 | 多巴胺转运蛋白 |
| -------------------- | -------------- | -------------------- | -------------- |
| 西布曲明             | 298–2,800      | 350–5,451            | 943–1,200      |
| 去甲基西布曲明       | 15             | 20                   | 49             |
| (R)-去甲基西布曲明   | 44             | 4                    | 12             |
| (S)-去甲基西布曲明   | 9,200          | 870                  | 180            |
| 二去甲基西布曲明     | 20             | 15                   | 45             |
| (R)-二去甲基西布曲明 | 140            | 13                   | 8.9            |
| (S)-二去甲基西布曲明 | 4,300          | 62                   | 12             |
| 单位值为Ki (nM)      |                |                      |                |

### 药代动力学

#### 吸收
西布曲明在口服后迅速从胃肠道吸收(Tmax1.2小时)，在肝脏进行广泛的首次代谢(口服清除1750 L/h，半衰期1.1小时)，形成具有药理活性的去甲基和二去甲基代谢物M1和M2。M1和M2的血浆浓度在3~4小时内达到峰值。根据质量平衡研究，平均而言，至少有77%的单次口服剂量的西布曲明被吸收。西布曲明的绝对生物利用度尚未确定。

#### 分布
在动物中进行的放射性标记研究表明，其在组织中分布迅速和广泛：在消除器官、肝脏和肾脏中发现了最高浓度的放射性标记物质。在体外，西布曲明、M1和M2在治疗剂量后的血浆浓度下与人血浆蛋白广泛结合（分别为97%、94%和94%）。

#### 代谢
西布曲明在肝脏中主要由细胞色素P450(3A4)同工酶代谢，生成去甲基代谢物M1和M2。这些活性代谢物通过羟基化和结合到药理活性代谢物M5和M6。口服放射性标记西布曲明后，血浆中所有放射性标记物质的峰值均为西布曲明（3%）、M1（6%）、M2（12%）、M5（52%）和M6（27%）。M1和M2的血浆浓度在给药后的4天内达到稳定状态，大约是单次给药后的2倍。M1和M2的消除半衰期分别为14小时和16小时，在重复给药后没有变化。

#### 排泄
在15天的收集期间，大约85%（单次口服放射性标记剂量的范围为68-95%）通过尿液和粪便排出，其中大部分剂量（77%）通过尿液排出。尿液中主要代谢产物为M5和M6，西布曲明、M1和M2未见改变。M1和M2的主要排泄途径是肝代谢，M5和M6是肾脏排泄。

## 适应症
西布曲明在1997年獲美国食品药物管理局批准推出市場，与低卡食品结合使用来减肥和维持體重，用于初始体重指数至少30的人，或体重指数大于等于27但有其它风险因素（如高血压、糖尿病）的人。（另見下面停售一節）

## 禁忌症
西布曲明禁用于以下患者：
- 精神疾病，如神经性贪食症、神经性厌食症、严重抑郁症或先前存在的躁狂症
- 有吸毒或酗酒史或有吸毒倾向的患者
- 对药物或任何非活性成分过敏
- 18 岁以下和 65 岁以上的患者
- 与MAO 抑制剂、抗抑郁药或其他中枢活性药物联合治疗，尤其是其他厌食药
- 外周动脉疾病史
- 未得到充分控制的高血压（例如，>145/90 mmHg），控制高血压时要谨慎
- 现有肺动脉高压
- 现有心脏瓣膜损伤、冠心病、充血性心力衰竭、严重心律失常、既往心肌梗塞
- 冠状动脉疾病史（如心绞痛、心肌梗塞史）、充血性心力衰竭、心动过速、外周动脉闭塞性疾病、心律失常或脑血管疾病（中风或短暂性脑缺血发作 (TIA)）
- 中风或短暂性脑缺血发作(TIA)
- 甲状腺功能亢进（甲状腺过度活跃）
- 闭角型青光眼
- 癫痫症
- 前列腺肥大伴尿潴留（相对禁忌症）
- 嗜铬细胞瘤
- 孕妇和哺乳期妇女（相对禁忌症）

## 用法及用量
該藥在大多數地區（如不是所有的話）需經醫生處方供應。在醫生處方下，配合飲食控制及運動，該藥可作為控制過胖的輔助治療，但不宜服用超過一年，停藥後體重可能再增加。口服給藥時，初時每日早上服10毫克。如服用4星期後體重減輕不理想，劑量可加至每日15毫克，如再過4星期體重減輕仍不理想，應停止服用該藥。
18歲以下或65歲以上人士不建議服用該藥。

## 不良反應
常見的不良反應有口乾、加強食慾、失眠、便秘。其它不良反應有心跳加快、血壓上升等。
有部分人在使用西布曲明後可以引致高血壓及加快脈搏跳動，因此，所有服用者必須定期接受血壓及心跳檢查。另外，使用西布曲明可能會出現以下罕見的副作用：心律不整、皮膚感覺異常、情緒化（例如：過度興奮、迷失、傷心，激動極少數甚至會出現自殺念頭）。

## 停售
由於有增加心臟病的風險，美國、澳洲、加拿大
、歐盟及台湾等國家或地區已陸續廢止該藥品的許可證，並令製藥廠回收。
2010年10月，雅培製藥同意在美國停售含西布曲明的藥品Meridia。
2010年10月30日，中國宣佈停產、銷售和使用西布曲明，撤銷其批准證明文件，已上市銷售的藥品由生產企業召回銷毀。
而在香港，藥劑業及毒藥管理局已取消所有含西布曲明的藥劑產品的註冊。

## 外部連結
- 國家食品藥品監督管理局網站所載的盐酸西布曲明胶囊说明书
- Sibutramina 西布曲明（英文）
- Sibutramine: MedlinePlus Drug Information （页面存档备份，存于）（英文）
- Reductil （页面存档备份，存于）（英文）